# Pukenui
Pukenui (anglicky Anchor Island, ostrov kotvy) se nachází ve fjordu Tamatea / Dusky Sound na jižním cípu Nového Zélandu v národním parku Fiordland. Ostrov se nachází jihozápadně od mnohem většího ostrova Resolution a je obklopen řadou menších ostrůvků. Na ostrově se nachází poměrně velké sladkovodní jezero Kirirua.
Ostrov má rozlohu 1140 hektarů. V roce 2001 zde došlo k eradikaci hranostajů, což položilo základ (re)introdukčních programů v následujících letech, kdy na ostrov byly přemístěny některé ohrožené druhy novozélandské aviafauny jako je kakapo soví (2005) nebo kivi Owenův (2015).